# Гук Микола Петрович
Мико́ла Петро́вич Гук (13 травня 1960, с. Лішня Дрогобицького району Львівської області) — журналіст, громадський та політичний діяч. 
 Капітан II рангу, військовий пенсіонер. Деякі інформаційні видання звинувачують його в причетність до співпраці з КДБ. Оскільки радянські архіви КДБ в Україні закриті то однозначно спростувати чи підтвердити інформацію не можна.

## Життєпис
Народився 13 травня 1960 у с. Лішня Дрогобицького району Львівської області. Діди загинули під час сталінських репресій на Уралі. Батько — Гук Петро Маркович, 1919 року народження, політв'язень, працював на шахтах Стебника та Донбасу, помер 2001 року. Мати — Звір Анна Михайлівна, 1928 року народження, репресована у 1947. Працювала шахтарем у м. Губаха Пермської області, мешкає у с. Лішня.
Після закінчення у 1977 СШ № 5 м. Дрогобича, працював автослюсарем в ДУМБ № 5. Строкову службу проходив у Забайкальському військовому окрузі.
У 1983 закінчив факультет журналістики Львівського ВВПУ (за фахом військовий журналіст) та був направлений на Чорноморський флот, де проходив службу до 1992 року.
У 1983–1986 та 1988–1992 — редактор багатотиражної газети «Вимпел» 7-го Навчального загону ім. адмірала Ф. Октябрьского Чорноморського флоту.
У 1986–1988 — кореспондент газети «Флаг Родины» Чорноморського флоту.
У травні 1989 був одним з ініціаторів створення Севастопольського товариства «Просвіта» ім. Т. Шевченка. Голова Севастопольського товариства «Просвіта» ім. Т. Шевченка у 1989–1992 та 1994–2003.
У 1990 організував севастопольських просвітян на вибори до Севастопольської міської ради. Троє членів «Просвіти» стали депутатами та утворили у Севастопольській міській раді депутатську групу «Україна».
28 липня 1991 року брав участь у 1-му з'їзді офіцерів України, на якому була створена Спілка офіцерів України (СОУ), був обраний членом Виконавчого комітету СОУ. Після відмови вийти з організації та засудити її діяльність, був звільнений за «антикомуністичну та антиконституційну діяльність» з лав збройних сил СРСР. Після провалу путчу ГКЧП на службі поновлений. Був представником Верховної Ради України у Севастополі з питань проведення Всеукраїнського референдуму 1 грудня 1991 року.
Микола Гук першим у Севастополі, влітку 1991 року, підняв національний прапор України.
4 вересня 1991 року на квартирі О. Подольного зібралася група військовослужбовців ЧФ: капітани 3 рангу Вадим Махно, Олександр Пляшечников, майори Анатолій Капінос, Володимир Холодюк, Віталій Рожманов, капітан-лейтенанти Ігор Тенюх, Микола Гук, капітан-лейтенант запасу Олександр Подольний, капітан запасу Богдан Корпан, старший прапорщик Василь Федорончук, прапорщики Михайло Климчук та Микола Фіялковський. Обговорили підсумки роботи 1-го з'їзду Спілки офіцерів України. Вирішили створити осередок Севастопольської організації СОУ.
Його першим головою обрали капітан-лейтенанта Ігоря Тенюха, заступником — майора Володимира Холодюка.
Під Новий 1992 рік Микола Гук, будучи редактором газети «Вимпел», випустив часопис з текстом військової присяги на вірність українському народу та Гімном України.
Через тиждень, 8 січня 1992 року, випустив черговий номер газети з великою редакторською статтею «О Україно, о рідна ненько, тобі вірненько присягнем».
У січні 1992 році за видання військової газети «Вимпел» українською мовою, прийняття присяги на вірність Україні та намагання привести до неї курсантів та офіцерів 7-го Навчального загону КЧФ удруге звільнений зі служби командуванням Чорноморського флоту.
У 1992–1994 — старший офіцер Соціально-психологічного управління Міністерства оборони України.
З червня 1994 до жовтня 2003 — редактор відділу газети ВМС України «Флот України». Член виконкому Спілки офіцерів України з 1994.
У березні 1995 заснував та редагував першу україномовну в регіоні газету «Дзвін Севастополя».
Один з авторів Нагрудного пам'ятного знаку «5 років ВМС України», який був впроваджений у серпні 1997 року.
У 1998 кандидат в народні депутати України по одномандатному виборчому округу N224, м. Севастополь.
З 1998 по 2003 — заступник голови товариства «Просвіта» ім. Т. Шевченка.
У 2003—2006 був головним редактором газети «Нація і держава» та членом головного проводу Конгресу українських націоналістів.
З 1999 по 2003 — директор видавництва Севастопольського товариства «Просвіта».
Кандидат у народні депутати України у 2002 по одномандатному виборчому округу № 121, посів друге місце
Почесний голова Севастопольського товариства «Просвіта» ім. Т. Шевченка з 2003 року.
Міський голова Дрогобича (2006—2010).
З лютого 2014 по жовтень 2015 року — начальник відділу інформаційного забезпечення Трускавецької міської ради.

## Нагороди
- Нагрудний хрест «Орггрупа ВМС України» (1993)[13].
- Медаль «Офіцерський хрест з мечами» Спілки офіцерів України (1996).
- Медаль «Будівничий України» Всеукраїнського товариства «Просвіта» (1999).